# Rajab Kassim
Rajab Hamza Kassim (ur. 16 października 1986) – katarski piłkarz występujący na pozycji bramkarza w klubie Al-Arabi.

## Kariera piłkarska
Rajab Kassim jest wychowankiem klubu Al-Markhiya. W styczniu 2007 roku odszedł do drużyny Al Ahli Ad-Dauha. Następnie w lipcu 2008 roku trafił do zespołu Al-Arabi, który występuje w katarskiej Q-League.
Kassim jest także reprezentantem Kataru. W drużynie narodowej zadebiutował w 2007 roku. Do tej pory rozegrał 3 mecze - ostatni w 2008 roku. Został również powołany na Puchar Azji 2007, gdzie jego drużyna zajęła ostatnie miejsce w grupie. On zaś nie pojawił się na boisku w żadnym spotkaniu.